# Міс Монік
Олеся Аркуша (нар. 5 травня 1992), більш відома за сценічним ім'ям Miss Monique, — українська ді-джейка. Вона стала відомою в світі електронної музики завдяки створенню YouTube-каналів під назвою «Mind Games» і «MiMo Weekly», а також завдяки релізам на таких лейблах, як Black Hole Recordings або Bonzai Progressive.

## Біографія

### Кар'єра
Кар'єра Олесі Аркуші почалася в 2011 році, коли вона два роки виступала в Україні. Вона та її партнер подумали, що її ім'я буде надто складним для іноземців, і, розглянувши кілька французьких імен, вони обрали «Miss Monique». 2013 рік ознаменувався створенням радіошоу «Ігри розуму». Зростання її популярності дозволило їй завоювати іноземних слухачів. Завдяки цьому Міс Монік почала виступати в кількох міжнародних концертних залах, а в 2014 році розпочала співпрацю з лейблом Freegrant Music. Треки, випущені на цьому лейблі, були визнані деякими з провідних світових ді-джеїв, зокрема Арміном ван Бюреном, Полом ван Дайком, Полом Окенфолдом, Гаретом Емері та іншими. У 2016 році вона дала понад 100 виступів у Бельгії, Китаї, Мексиці та Єгипті. У 2019 році вона грала на Кіпрі, до цього дала концерти на Ібіці, в Угорщині, Білорусі, Чехії та Індії. У 2022 році вона продовжила свої тури в Аргентині, Ізраїлі, Іспанії, Угорщині та Флориді, зрештою зігравши приблизно в сорока країнах з моменту свого дебюту.
Родом з України, своє покликання знайшла на початку 2010-х. Перебуваючи в Києві, Miss Monique поступово зробила собі ім'я та стала одним із найвідоміших діджеїв у Східній Європі. Miss Monique також вважається найвідомішою жінкою прогресив-хаус-художницею в Європі. Miss Monique входить до 20 найпопулярніших зірок української естради., а її хіт Way of the Wind посів 14 місце серед найкращих прогресив-хаус-пісень 2021 року Деякі з її відеороликів, опублікованих на YouTube, зазвичай досягають 500 000 переглядів, а деякі — до двох мільйонів переглядів. До квітня 2019 року її сет Radio Intense набрав 13 мільйонів переглядів. Її пофарбоване в зелений колір волосся залишається відмінною рисою її виступів.

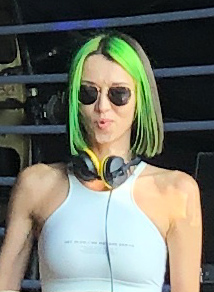
2022

З 24 лютого 2022 року Miss Monique та її сім'я перший тиждень спали в автомобілі на підземному паркінгу Києва, потім на початку березня були змушені виїхати до Вінниці, а через кілька днів — з країни. Вона назвала напад роcії на її країну «пеклом» і «найважчим досвідом у своєму житті».   Хоча її музика не змінилася, вона та її лейбл Siona Records припинили підтримувати та співпрацювати з російськими артистами (які, на її подив, здавалося, продовжували свої справи, наче війни не було).  24 серпня 2022 року Miss Monique та інші українські ді-джеї виступили з благодійним рейв-концертом у Вільнюсі, Литва, до Дня Незалежності України. Miss Monique зазначила: «Цей захід у Вільнюсі допоможе не просто зібрати гроші для українців, але й нагадає світу, що війна не закінчилася. Люди все ще гинуть, і ми повинні зробити щось разом і зупинити російський тероризм». Після цього вона заявила, що проукраїнська підтримка в Литві була «дивовижною», багато людей не просто жертвували на гуманітарну допомогу, а й розмахували прапорами та одягали українські національні костюми.
У жовтні 2022 року міс Монік виступила на фестивалі Cercle у Montreal Biosphere, де відбулася прем'єра її нового синглу «Concorde». У 2024 році офіційно підтверджені її виступи на Coachella в Каліфорнії у квітні та Ultra Music Festival в Маямі в березні на Ressistance Stage. 

### Лейбл та стиль
Міс Монік заснувала власний лейбл «Siona Records» у 2019 році.
Її музичний стиль — це сплав з прогресив-хаусу, техно та трансу.

## Дискографія

### Мініальбоми
- 2020: Raindrop, на Siona Records[8]
- 2021: Land Of Sunshine, на Purified Records[14][23]